# Francisco de Paula Milán
Pour les articles homonymes, voir Millan et Milan (homonymie).
Francisco de Paula de Milán, surnommé Millan né en 1821, mort le 8 mai 1883 à Xalapa (Mexique), était un gouverneur civil et militaire de Veracruz.
Il disposa pour la bataille de Camerone, de 1 200 fantassins issus des bataillons de l'armée et de 600 cavaliers des forces supplétives.
Trois bataillons d'infanterie de 400 hommes chacun : 
- celui de Córdoba commandé par le médecin colonel Dr Francisco Talavera ;
- celui de Xalapa commandé par le colonel Ismael Terán ;
- celui de Veracruz commandé par le colonel Rafael Estrada.

### Sources et bibliographie
- Jean Brunon: Camerone. Édition Socomer, Paris 1988.
- Pierre Nord (textes), Guy Sabras (illustrations): Pages de gloire. Sidi-Brahim, Camerone, Bir-Hakim. Édition G.P., Paris 1945.
- Max Patay: Camerone. Édition France-Empire, Paris 1981.
- Colin Rickards: The hand of Capitain Danjou. Camerone and the French Foreign Legion in Mexico; 30. April 1860. Crowood Press, Ramsbury 2005,  (ISBN 1-86126-587-5).
- James W. Ryan: Camerone. The French Foreign Legion’s greatest Battle. Praeger, London 1996,  (ISBN 0-275-95490-0).
- Louis Gaulthier und Charles Jacquot: C’est la Légion. Édition Sofradif, Montreuil-sous-Bois 1972.
- Horst Ohligschläger (resp.): „Camerone“. Dans: Geschichte, éd. par Johann Michael Sailer Verlag GmbH & Co. KG, Nürnberg 2003, p. 17–20, ISSN 1617-9412.
- Matthias Blazek: „Großes Vorbild der Légion étrangère: Die Schlacht von Camerone wurde vor 150 Jahren in Mexiko ausgetragen“. Dans: Kameradschaftliches aus Fontainebleau – Mitteilungsblatt des Freundeskreises Deutscher Militärischer Bevollmächtigter in Frankreich, No. 40, juin 2013, Adelheidsdorf/Harsewinkel 2013, p. 21–23.
- Konrad Ratz: Maximilian und Juárez. Tome 1: Das Zweite mexikanische Kaiserreich und die Republik – Hintergründe, Dokumente und Augenzeugenberichte, Akademische Druck- und Verlagsanstalt, Graz 1998, p. 119.